# Монтаж накруткой

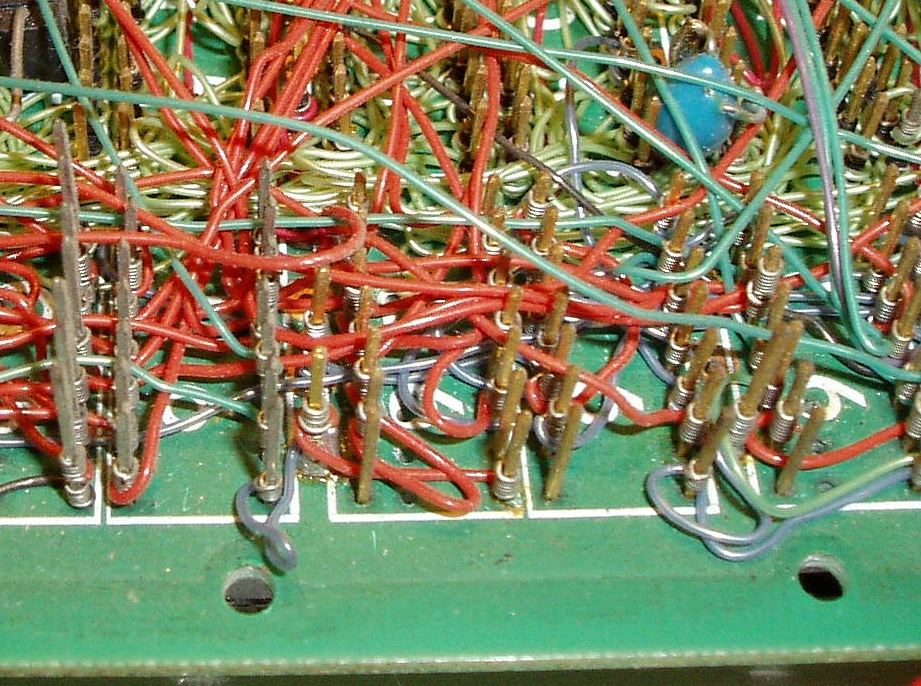
Монтаж накруткой

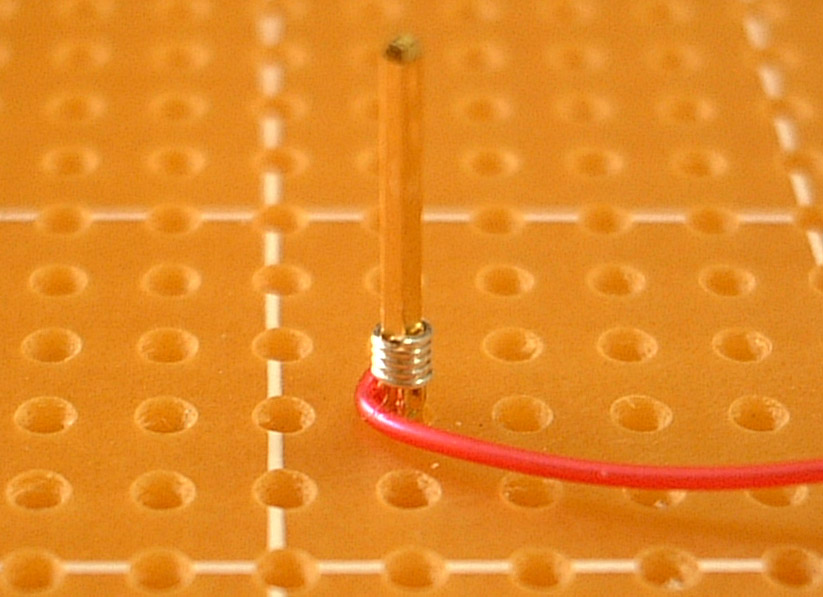
Один накрученный провод

Монта́ж накру́ткой (монтаж проводов накруткой) — технология, используемая в сборке электронной техники. Это метод построения плат электронных схем без изготовления печатной платы. Провода обматываются вручную либо при помощи инструментов; соединения позже могут быть изменены вручную.
Метод был популярен даже в массовом производстве в 60-х и в ранних 70-х годах и продолжает использоваться для небольших партий и прототипов.
Метод выделяется среди технологий прототипирования электроники тем, что сложные схемы могут быть изготовлены автоматом[каким?], в то время как ремонт и модификация могут позже быть проведены вручную.
Построение плат методом монтажа накруткой может приводить к созданию сборок более надёжных, чем печатные платы — соединения меньше подвержены разрыву вследствие вибрации или механических нагрузок на плату-основание.
Правильно выполненное соединение провода накруткой — это семь оборотов провода вокруг четырёхгранного штыря-контакта (в результате образуется 4 × 7 = 28 контактных зон), и полтора оборота изолированного провода для снижения возможного механического напряжения.
Метод среди методов автоматического прототипирования схем примечателен тем, что длина соединения может быть точно проконтролирована, а витые пары или экранированные четвёрки (счетверённые провода) могут быть проложены вместе.

## Инструмент для монтажа
Инструмент для монтажа накруткой имеет два отверстия. Провод очищенной частью и четверть дюйма (6,35 мм) изолированной части помещаются в боковое отверстие (которое ближе к краю), а центральное отверстие инструмента помещается над стойкой (post).
Инструмент быстро вращается, в результате 1,5 или два оборота изолированной части провода обёрнуты вокруг стойки, а выше этого обёрнуты 7 или 8 оборотов очищенного провода. У стойки есть место для трёх таких соединений, хотя обычно используются один или два, что допускает проведение ручного монтажа накруткой для модификаций.
Ручной
Полуавтоматический

## Применение
Метод монтажа накруткой использовался для построения прототипов высокочастотных схем и схем малых тиражей; включая схемы с гигагерцовыми микроволновыми частотами и суперкомпьютеры.
Монтаж бортового управляющего компьютера космического аппарата Аполлон был произведён именно таким методом.
Данный метод был популярен в 1960-х годах в производстве электроники, но в настоящее время он применяется редко. Технологии поверхностного монтажа сделали эту технику менее популярной за последние десятилетия. Появление макетных плат, а также снижение цен на профессиональные печатные платы почти вытеснило применение этой технологии.
Монтаж накруткой был применён в компьютерах PDP-11.

## Недостатки метода и способ их преодоления
На практике несмотря на вибростойкость соединения этим методом (число контактных зон равно четырёхкратному числу витков) при большом количестве соединений, встречались отдельные соединения методом накрутки с плохим контактом всех контактных зон. Такая неисправность устранялась путём пропайки плохого соединения.